# 동티모르의 동남아시아 국가 연합 가입

동남아시아 국가 연합과 동티모르

동티모르의 국기

동티모르의 동남아시아 국가 연합 가입은 2002년 동티모르 독립 이후 시작되었으며, 동티모르 지도자들은 미래에 동남아시아 국가 연합 (ASEAN)의 회원국이 되는 것이 "전략적 결정"이라고 밝혔다. 동티모르는 2011년에 공식적으로 가입을 신청했다.
ASEAN과의 긴밀한 관계는 동티모르의 모든 정당에서 지지받고 있다. 동티모르는 ASEAN 회원국 중 GDP가 가장 작으며, 현재 가장 작은 ASEAN 회원국인 라오스의 15%에도 미치지 못한다. 2022년에 ASEAN은 동티모르를 조직의 11번째 회원국으로 "원칙적으로" 승인했으며, 정식 회원국 가입은 보류 중이다. 제46차 아세안 정상회의에서 말레이시아의 총리 안와르 이브라힘은 동티모르가 2025년 10월로 예정된 다음 정상회의에서 ASEAN에 공식적으로 가입할 수 있을 것이라고 제안했다.

## 가입 요건

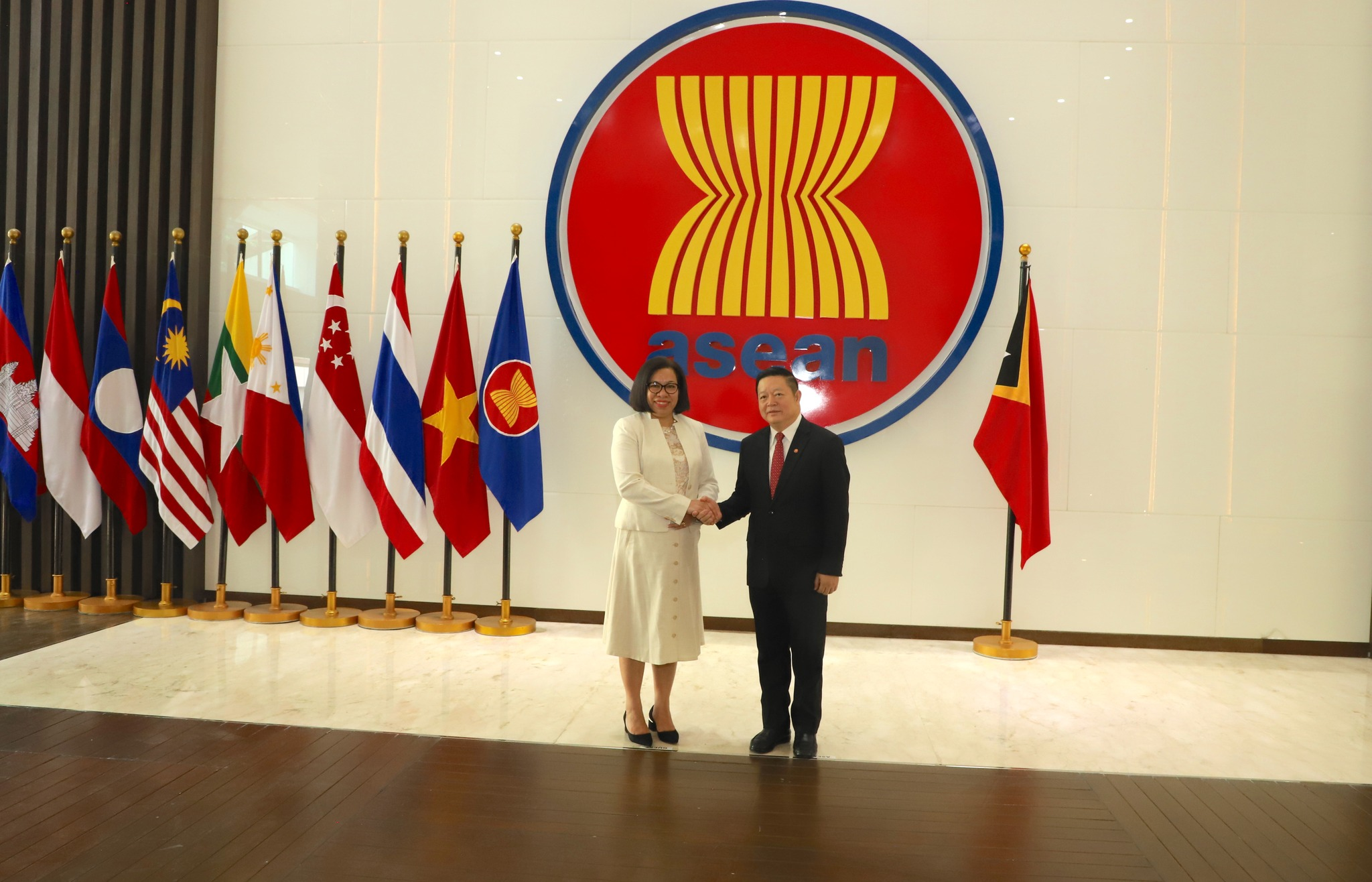
동티모르의 외교협력부 장관, 아달리자 마그노, 아세안 사무국을 방문. 카오 김 후언이 주재.

아세안 헌장은 다음과 같은 회원국 기준을 정의한다:
- 해당 국가는 지리적으로 동남아시아에 위치해야 한다.
- 해당 국가는 모든 ASEAN 회원국으로부터 인정받아야 한다.
- 해당 국가는 아세안 헌장에 구속되는 데 동의해야 한다.
- 해당 국가는 다음과 같은 회원국 의무를 수행할 수 있고 수행할 의사가 있어야 한다:
  - 블록 내 모든 현재 회원국에 대사관 유지[8]
  - 모든 각료 회의 및 정상 회의 참석
  - 블록 내 모든 조약, 선언 및 협정에 가입[9]

### 동티모르 회원국 문제
ASEAN의 회원국이 되기 위해 동티모르는 정치-안보 (APSC), 경제 (AEC), 사회-문화 (ASCC)의 세 가지 주요 축에 대한 참여 요건을 충족할 수 있는 능력을 포함하여 조직의 조건과 의무를 완전히 충족해야 한다. 국가의 발전 수준과 관련된 회원 요건은 없지만, 일부 국가들은 동티모르의 미개발된 경제 때문에 역사적으로 동티모르의 가입에 반대했다. 인도네시아, 말레이시아, 브루나이, 태국, 캄보디아, 필리핀, 미얀마는 동티모르의 정식 회원국 가입을 지지했지만, ASEAN이 이미 미얀마와의 문제로 충분한 어려움을 겪고 있다는 우려가 비공식적으로 표출되었다. 특히 싱가포르는 동티모르가 가입을 감당할 수 있을지에 대해 회의적이었다.
동티모르는 아시아에서 가장 가난한 국가 중 하나로, 안보 유지, 경제 개발, 국가 예산 내 부패 척결 노력, 그리고 수입의 최대 80~90%를 차지하는 석유 수출에 대한 높은 의존도 등 많은 도전에 직면해 있다. 또한, 의료 및 교육 시스템 개선이 우선 과제이다. 국가 인프라도 상대적으로 미개발 상태이며, 2018년 기준 문해율은 약 69.9%이다. 세계은행 자료에 따르면, 2012년 동티모르의 인구는 120만 명이었고 GDP는 12억 9천만 미국 달러였는데, 이는 GDP 92억 미국 달러인 라오스와 같은 ASEAN 내 최소 경제 규모의 15%에 불과하다. 따라서 당시 동티모르의 ASEAN 가입을 너무 성급하다고 보았다.
2015년까지 동티모르는 세 가지 주요 요건을 충족했다: 동티모르는 동남아시아에 위치해 있고, 모든 ASEAN 회원국으로부터 인정받았으며, 모든 ASEAN 회원국에 대사관을 개설했다.
2023년 가입 로드맵에는 동티모르가 충족해야 할 여러 단계가 포함되어 있으며, 여기에는 대규모 회의를 주최할 수 있는 역량과 충분한 영어 구사 정부 직원이 포함된다.

## ASEAN과의 관계 연대기
| 날짜             | 사건 |
| ---------------- | --- |
| 2002년 5월 20일  | 동티모르가 인도네시아로부터 분리되어 ASEAN 옵서버로 인정받다. |
| 2005년 7월 26일  | 인도와의 불일치로 파키스탄의 ARF 가입이 지연되고 사례별 검토를 거친 후, 동티모르가 라오스, 비엔티안에서 열린 제12차 ARF 회의에서 아세안 지역 포럼에 가입하다. |
| 2007년 1월 13일  | 동티모르가 동남아시아 우호협력조약에 가입하다. |
| 2011년 3월 4일   | 동티모르가 ASEAN에 공식적으로 가입을 신청하다. |
| 2019년 7월 6일   | 동티모르에 대한 ASEAN 사실조사단이 구성되다. 이 사실조사단은 ASEAN 공동체 가입을 위한 동티모르의 자격과 준비 상태를 조사한다. 이는 ASEAN 정치-안보 공동체 (APSC), ASEAN 경제 공동체 (AEC), ASEAN 사회-문화 공동체 (ASCC)의 세 가지 축으로 구성된다. |
| 2019년 7월 22일  | 동티모르가 ASEAN 사무국 기술 회의에 대표단을 파견하다. 동티모르의 ASEAN 가입 전까지 ASEAN 사무국을 방문한 동티모르 정부 관계자 중 가장 큰 규모인 20명의 대표단이 외교협력부 ASEAN 담당 국장의 지휘와 조율을 받아 파견된다. 대표단은 세 가지 축 모두에서 ASEAN 가입을 위해 노력하는 관련 부처의 국장과 연락 담당자로 구성된다. 여기에는 ASEAN 제도적 틀과 유기적 구조, 의사결정 기구 및 절차, 법률 문서 및 협정, 기술 협력 등 다양한 중요한 문제가 포함된다. |
| 2019년 9월 3일   | APSC 동티모르 심사가 시작되다. |
| 2022년 7월 6일   | ASCC 동티모르 심사가 시작되다. |
| 2022년 7월 19일  | AEC 동티모르 심사가 시작되다. 3일간의 AEC 사실조사단 방문 동안 대표단은 동티모르의 ASEAN 경제 협정 가입에 관련된 주요 정부 부처 및 기관과 회의를 가졌다. 여기에는 재무부, 석유광물부, 관광무역산업부, 농수산부, 공공사업부, 교통통신부, 세관 당국, 직업 훈련 및 노동 국무부 (SoSPTE)가 포함되었다. 또한 동티모르 상공회의소 및 기업계와의 회의도 있었다. |
| 2022년 11월 11일 | ASEAN이 동티모르의 가입을 "원칙적으로" 승인하며, 동티모르는 모든 고위급 ASEAN 회의에서 옵서버 지위를 얻다. |

### ASEAN 회원국과의 외교 관계
| - 태국 (2002년 5월 20일) - 브루나이 (2002년 5월 20일) - 말레이시아 (2002년 5월 20일) - 필리핀 (2002년 5월 20일) - 싱가포르 (2002년 5월 20일) | - 인도네시아 (2002년 7월 2일) - 베트남 (2002년 7월 28일) - 캄보디아 (2002년 7월 29일) - 라오스 (2002년 7월 29일) - 미얀마 (2006년 9월 26일) |

#### 기타 옵서버 국가
- 파푸아뉴기니 (2002년 7월 22일)[45]

## 역사

### 초기 관계
2002년 동티모르는 ASEAN의 옵서버로 인정받았고 2005년 아세안 지역 포럼에 가입했다. 2005년 7월 아세안 지역 포럼(ARF)에 가입한 후 2006년 7월 28일 쿠알라룸푸르에서 ASEAN 가입 신청서를 제출했다. 가입 준비를 위해 동티모르는 2007년 1월 동남아시아 우호협력조약에 가입하여 무력 사용을 포기하고 ASEAN 회원국 내부 문제에 대한 불간섭을 약속했다. 2007년 8월 ASEAN 국가들은 동티모르의 가입을 원칙적으로 승인하겠다는 의사를 밝혔다.
2005년 동티모르는 2010년까지 회원국이 되기를 희망한다고 밝혔다. 2007년 12월 주제 하무스오르타 대통령은 가입이 최우선 과제임을 재차 강조하며 2012년까지 가입하기를 희망한다고 밝혔다. 2009년 1월 태국의 총리 아피싯 웨차치와는 태국이 2012년까지 동티모르의 ASEAN 가입을 지지할 것이라고 말했다.
2010년 동티모르는 "의장단의 특별 손님"으로 ASEAN 정상회의에 참석했다.

### 가입 지연
동티모르는 2011년 3월 4일 ASEAN에 공식적으로 가입을 신청했다. 몇 달이 지나자 샤나나 구스망 총리는 동티모르가 여전히 필요한 "인적 자원"이 부족하다고 언급하며 2011년 ASEAN 가입 희망에 제동을 걸었다. 2012년 선거 이후 새 정부는 협회 가입에 대한 의지를 재확인했다. 2002년 인도네시아는 동티모르의 ASEAN 가입을 추진했지만, 싱가포르와 라오스와 같은 다른 국가들은 동티모르가 아직 가입할 만큼 충분히 발전하지 못했다는 이유로 반대했다. 그러나 2013년 4월 ASEAN 정상회의 이후 레르엉민 ASEAN 사무총장은 모든 회원국이 동티모르의 협회 가입을 지지한다고 밝혔지만, 동시에 동티모르가 아직 회원 자격을 갖추지 못했다고 말했다. 베니그노 아키노 3세 필리핀 대통령은 2013년 6월 동티모르의 ASEAN 가입에 대한 필리핀의 지지를 약속했다. 필리핀은 이전에 2002년과 2010년 공식 문서를 통해 동티모르의 ASEAN 가입을 지지했다.
2013년 9월까지 ASEAN 조정 이사회 실무 그룹은 여전히 동티모르의 가입 신청을 평가 중이었으며, 민은 평가 완료 시기에 대한 기한이 없다고 말했다. 싱가포르는 동티모르의 협회 가입을 막지는 않겠다고 약속했지만 명시적으로 지지하지는 않았으며, 동티모르의 가입으로 경제 통합 계획이 좌절되어서는 안 된다고 밝혔다. 2013년 11월 U 아웅 투 ASEAN 담당 부국장은 동티모르가 회원국이 되기 위한 필수 요건인 10개 ASEAN 회원국 모두에 대사관을 두고 있지 않으므로 2014년에는 가입할 준비가 되지 않을 것이라고 말했다.
2015년 동티모르는 말레이시아 주재 동티모르 대사를 통해 ASEAN 회원 가입을 위한 두 가지 주요 요건을 충족했음을 밝히며 언제든지 협회에 가입할 준비가 되어 있다고 말했다. 필리핀은 같은 해 동티모르의 ASEAN 가입에 대한 지지를 다시 강조했다.
2017년 동티모르의 가까운 동맹국인 필리핀이 2017년 ASEAN 의장국이 되었다. 그러나 ASEAN은 2017년 동티모르의 회원 자격을 연기했는데, 주로 싱가포르가 지적한 인적 자원 부족 때문이었다. 그럼에도 불구하고, 동티모르의 마리 알카티리 총리는 2017년 정상회의에서 옵서버 자격으로 ASEAN에 계속 참여할 것이라는 발표가 나왔다. 필리핀, 인도네시아, 태국, 캄보디아는 정상회의에서 동티모르의 회원 가입 신청을 재차 강조했지만, 싱가포르가 이끄는 6개 회원국은 이 움직임을 지지하지 않았다.
2018년 동티모르의 회원 가입 신청은 여전히 아세안에서 검토 중이었다. 싱가포르는 경제적인 이유로 동티모르의 협회 가입에 역사적으로 반대했지만, 동티모르 총리가 싱가포르를 방문했을 때 싱가포르는 동티모르의 회원 가입 신청을 환영한다고 공개적으로 밝혔다.

### 사실조사단
2019년 ASEAN은 9월에 동티모르를 방문하여 가입 준비 상태를 확인하기 위한 사실조사단을 구성했다. 2019년 6월, 여러 ASEAN 장관들은 동티모르의 회원 가입 노력을 재차 지지했다.
2021년 동티모르는 아웅산 수 찌의 민주적으로 선출된 정부를 전복시킨 미얀마 군사 독재를 비난하는 유엔 결의안에 기권표를 던졌다. 이 표결은 ASEAN 의장국인 캄보디아의 영향을 받았으며, 캄보디아도 브루나이, 라오스, 태국과 함께 기권표를 던진 반면, 인도네시아, 말레이시아, 필리핀, 싱가포르, 베트남은 결의안을 지지했다. 동티모르 관리들은 나중에 유감을 표명했으며, 하무스오르타는 이 표결을 "수치의 표결"이라고 부르며 동티모르가 협회의 다른 회원국들과 스스로를 고립시켰을 수도 있다고 말했다.
2022년 재선 이후 하무스오르타는 2023년 인도네시아가 의장국을 맡을 때 ASEAN에 가입하겠다는 동티모르의 열망을 재차 강조했다. 그는 나중에 조직 가입 절차가 길어지는 것을 비판하며 "ASEAN에 들어가려면 천국에 들어가기 위한 모든 기준을 충족해야 하는 것 같다. 그리고 다음 단계가 ASEAN이다"라고 말했다.

## 협상 진행 상황

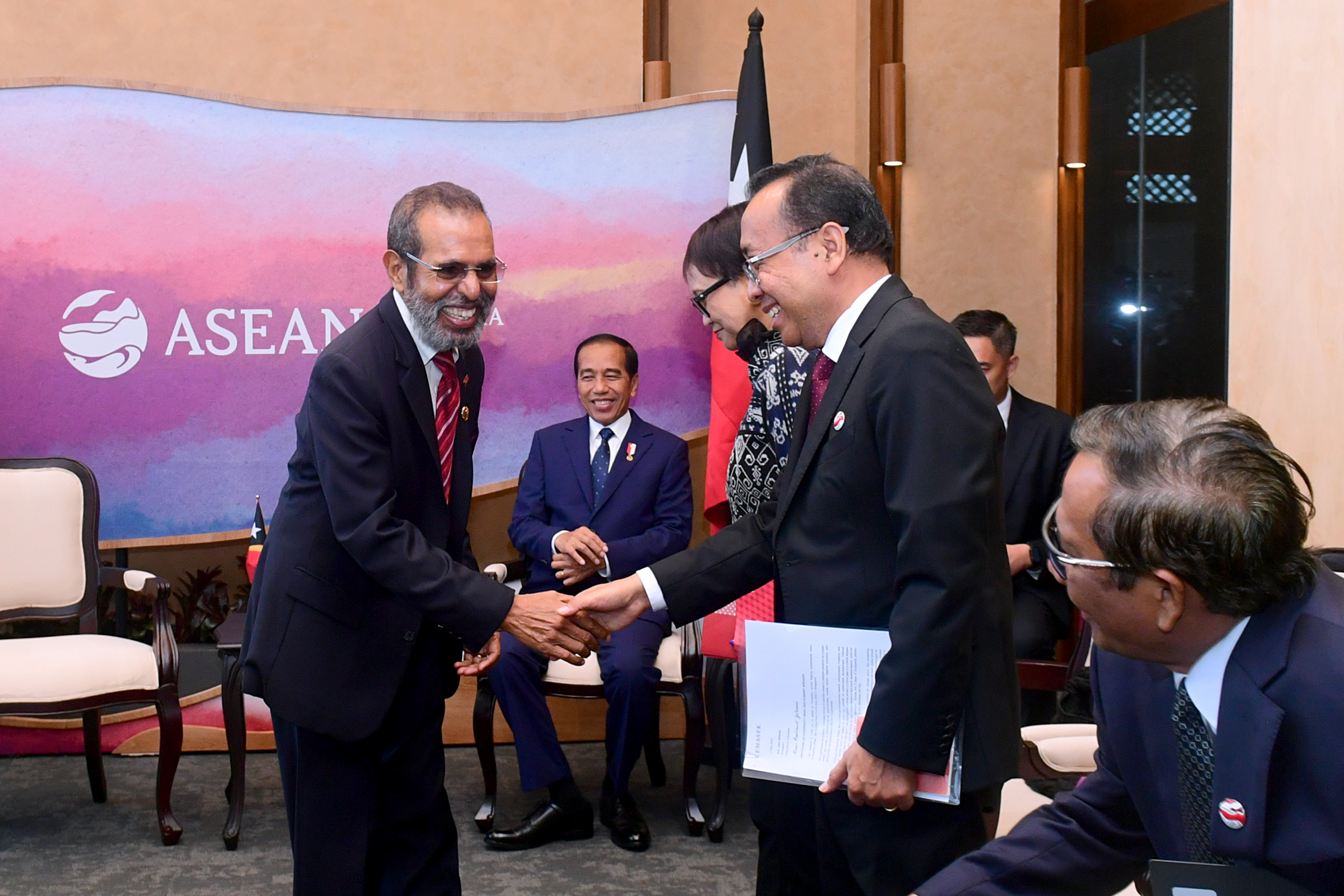
타우르 마탄 루악이 ASEAN에서 첫 고위급 회의에 동티모르를 대표하여 환영받고 있다. 이는 ASEAN 회원국에게만 주어지는 특권이다.

2022년 11월, 프놈펜에서 열린 제40차 및 제41차 아세안 정상회의에 이어, 조직은 동티모르의 회원 가입을 "원칙적으로" 승인하고, 동티모르에 고위급 회의 옵서버 자격을 부여하며, 2023년 정상회의에서 정식 회원 가입 로드맵이 제출될 것이라고 성명을 발표했다.
2023년 2월, 동티모르는 자카르타에서 열린 ASEAN 장관 회의에서 처음으로 외교 장관급 회의에 참석했다.
2023년 5월 라부안 바조에서 열린 제42차 아세안 정상회의에서 동티모르의 가입 로드맵이 채택되었다. 타우르 마탄 루악 총리는 2023년 말 가입을 예상했다.
그러나 다른 정부 교체 이후 샤나나 구스망 총리는 2023년 8월 미얀마와 같은 군사 정부가 조직에 받아들여지는 한 동티모르는 민주주의 국가로서 ASEAN에 가입하지 않을 것이라고 선언했다. 이후 자카르타에서 열린 ASEAN 정상회의에서 ASEAN은 동티모르가 가입 요건을 계속 충족하도록 독려했다.

## 여론

### 동티모르 내에서
USAID의 후원으로 국제 공화당 연구소가 2018년에 실시한 전국 여론 조사에 따르면, 동티모르 국민의 76%가 ASEAN 정식 회원 가입을 지지했고, 11%는 들어본 적이 없으며, 8%는 '모름/응답 거부', 5%만이 가입에 반대하는 것으로 나타났다. 같은 조사에서 77%의 응답자가 ASEAN에 대해 매우 호의적인 견해를 밝혔고 (2016년 72%에서 5% 증가), 13%는 어느 정도 호의적, 4%는 어느 정도 비호의적, 1%는 강력히 비호의적, 5%는 '모름/응답 거부'라고 답했다.

### ASEAN 내에서

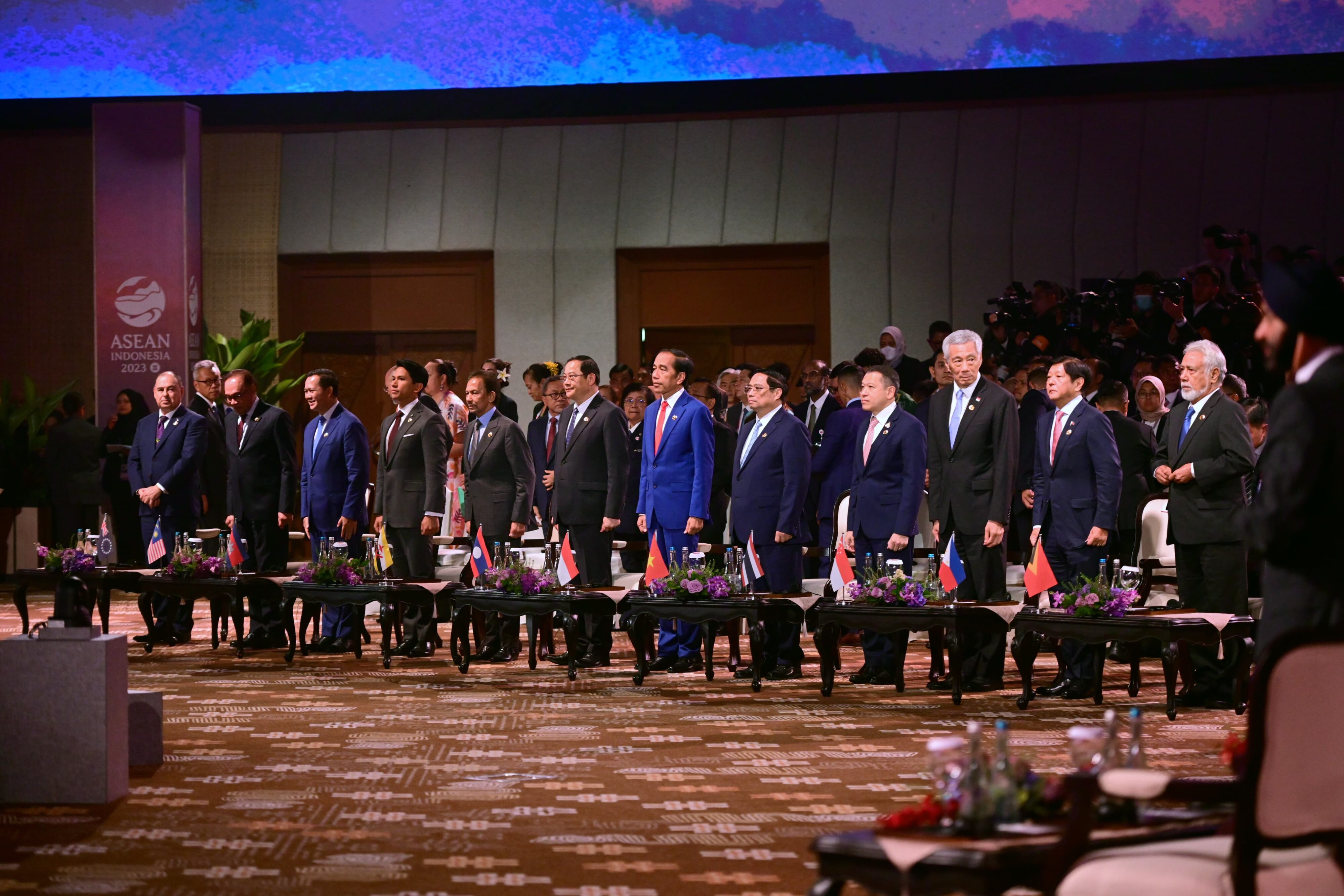
2023년 아세안 정상회의에 참석한 ASEAN 국가, 쿡 제도, 동티모르 지도자들. 리셴룽 싱가포르 총리가 샤나나 구스망 동티모르 총리를 잠시 쳐다보고 있다.

싱가포르의 ISEAS-유소프 이샤크 연구소 ASEAN 연구 센터가 2023년 2월 9일에 발표한 '동남아시아 현황' 5차 보고서에 따르면, ASEAN 응답자의 61.5%가 동티모르의 가입을 압도적으로 지지하는 것으로 결론지었다. 이 조사를 위해 ISEAS-유소프 이샤크 연구소는 학자, 연구원, 민간 및 금융 부문 대표, 시민 사회 대표, 비정부 기구, 언론인, 정부 관계자, 지역 및 국제 기구 대표 등 동남아시아 10개국에서 총 1,308명을 대상으로 설문조사를 실시했다. 이 조사는 2022년 11월 14일부터 2023년 1월 6일까지 8주 동안 진행되었다. 참가자들은 지역 지정학 및 지역의 정치, 경제, 사회 상황과 관련된 54개 주제에 대한 질문에 답했다.
조사에 따르면 동티모르 가입에 대한 가장 강력한 지지는 캄보디아 (93.3%)와 필리핀 (69.7%)에서 나왔다. 인도네시아는 가장 가까운 이웃 국가에 대해 67.8%가 지지했으며, 인도네시아 응답자의 거의 4분의 1 (24.8%)은 동티모르를 신규 회원으로 받아들이는 것에 대해 확신하지 못했다. 가장 강력한 반대는 미얀마 (48.7%)였고, 다음으로 브루나이 (45.0%)였으며, 라오스는 신규 회원 가입에 대해 가장 불확실한 국가 (38.3%)였다. 싱가포르 응답자의 26.4%가 여전히 확신하지 못했지만, 노골적인 반대는 11.1%에 불과했다. 과거에 동티모르의 ASEAN 가입 신청에 대한 ASEAN 내 합의 부족은 종종 싱가포르 탓으로 돌려졌다.
동티모르 가입을 지지하는 응답자 중 48.7%는 신규 회원이 ASEAN의 단결과 중심성을 강화할 것이라고 믿으며, 39.9%는 동티모르의 회원 자격이 역내 무역 및 투자를 증가시킬 것이라고 확신한다. 단 11.4%만이 ASEAN에서 아무것도 변하지 않을 것이라고 생각한다. 베트남 응답자들은 특히 낙관적이며, 70.0%가 동티모르의 회원 자격이 ASEAN의 단결과 중심성을 강화할 것이라고 믿고 있는데, 이는 ASEAN 평균인 48.7%보다 상당히 높다.
동티모르 가입에 반대하는 응답자 중 34.4%는 동티모르의 회원 자격으로 인해 ASEAN의 경제 통합이 둔화될 것이라고 우려하며, 29.8%는 ASEAN에서 아무것도 변하지 않을 것이라고 믿고, 28.8%는 동티모르의 회원 자격으로 인해 ASEAN의 합의 기반 의사결정 과정이 복잡해질 것이라고 생각한다. 단 7.0%만이 이러한 움직임이 회원국 간의 불화를 증가시킬 것이라고 믿는다. 이 범주에서 인도네시아 응답자의 66.7%는 경제 통합의 둔화를 예상한다.
동티모르 가입을 지지하는 참가자 중 48.7%는 신규 회원이 ASEAN의 단결과 중심성을 강화할 것이라고 믿으며, 9.9%는 동티모르의 가입이 역내 무역 및 투자를 증가시킬 것이라고 확신한다. 응답자의 15.8%만이 동티모르의 ASEAN 가입에 반대하고, 22.7%는 확신하지 못하며, 11.4%는 ASEAN에서 아무것도 변하지 않을 것이라고 믿는다.

## 가입의 영향

### 동티모르에 대한 이점
동티모르에게 ASEAN 회원국이 되는 것은 분명한 이점을 가져다준다. 인도네시아에 대한 독립 투쟁과 국제적으로 인정받는 국가가 되기 위한 노력 이후, ASEAN 회원 자격은 국가 화해를 위한 중요한 기회를 제공한다. 동티모르는 "ASEAN 회원 자격을 국가의 평화 통합 노력의 필수적인 부분으로 본다"고 선언했다. 또한, 동티모르가 ASEAN에 가입하면 6억 5천만 명 이상의 인구와 3조 달러 이상의 총 GDP를 가진 더 크고 역동적인 시장에 접근할 수 있다. 단기에서 중기적으로, 회원 자격은 ASEAN 회원국 간의 개발 격차를 줄이기 위한 ASEAN 통합 이니셔티브와 같은 프로그램을 통해 국가 개발을 위한 중요한 자본원에 접근할 수 있는 기회를 동티모르에 제공할 것이다.
동티모르 지도부에 대한 낙관적인 견해는 세 가지 이상으로 요약될 수 있다. 첫째, 동티모르는 ASEAN 경제 공동체 (AEC)로부터 이익을 얻을 수 있는데, AEC는 단일 시장 및 생산 기반을 조성하고, 무역 및 투자를 증진하며, 상품, 서비스, 자본 및 인력의 이동을 촉진하는 것을 목표로 한다. 동티모르는 또한 중화인민공화국, 일본, 인도, 오스트레일리아, 뉴질랜드와 같은 다른 주요 파트너와 ASEAN이 맺은 특혜 무역 협정을 활용할 수 있다. 따라서 동티모르는 더 많은 외국인 투자를 유치하고, 경제를 활성화하며, 수입원을 다각화하고, 인적 자본과 고용을 늘리고, 빈곤과 석유 수입 의존도를 줄일 수 있다.
ASEAN 가입의 또 다른 이점은 ASEAN 정치-안보 공동체 (APSC) 및 ASEAN 사회-문화 공동체 (ASCC) 참여이다. 역내 평화, 안정 및 안보를 보장하는 것을 목표로 하는 APSC는 영토 분쟁, 초국가적 범죄, 테러, 해양 안보 (해적), 인권, 인신매매, 인도적 지원과 같은 다양한 안보 문제에 대한 ASEAN의 대화, 협의 및 협력 메커니즘을 통해 동티모르에 이점을 제공할 수 있다. 동티모르는 지정학적 입지를 완화하고, 국가 정체성과 역내 소속감을 강화하며, 규칙 기반의 역내 질서 촉진에 기여할 수 있다. 인간 개발, 사회 복지, 문화 다양성 및 환경 지속 가능성을 중시하는 배려하고 포용적인 사회를 만드는 것을 목표로 하는 ASCC의 경우, 동티모르는 교육, 건강, 성별, 청소년, 재난 관리, 기후 변화, 문화 유산과 같은 다양한 사회-문화적 문제를 다루는 ASEAN 이니셔티브 및 프로그램으로부터 이점을 얻을 수 있다. 동티모르는 또한 장학금, 인턴십, 자원봉사, 관광과 같은 ASEAN의 인적 교류 기회로부터 이점을 얻을 수 있다.
디킨 대학교 (오스트레일리아)의 데이미언 킹스버리 교수에 따르면, 동티모르는 관광, 쌀, 커피 생산에서 큰 잠재력을 가지고 있으며, 에너지 부문이 가장 중요하다. ASEAN 가입은 동티모르의 농업 부문을 더욱 발전시킬 수 있는 잠재력을 가지고 있으며, 특히 커피 수출을 통해 경제 성장에 기여할 수 있다. 미국 달러의 사용 또한 관광객들이 환전하기 편리하게 만들어 점진적으로 관광 산업을 활성화시킨다. 동티모르의 ASEAN 회원 가입은 무역 기회, 안보 강화, 국가 안정, ASEAN 공동체와의 문화 교류 등 수많은 이점을 제공한다.
동티모르는 또한 글로벌 영향력 증대를 위해 미국과 중화인민공화국 모두가 높이 평가하는 전략적 위치를 차지하고 있다. 싱가포르, 다양한 중동 유전, 동아시아 및 북미 서해안의 주요 글로벌 무역 허브로 이어지는 중요한 해상 경로에 접근할 수 있으며, 여기에는 믈라카 해협, 롬복 해협, 순다 해협과 같은 오스트레일리아 대륙을 통과하는 통로가 포함된다.

### ASEAN에 대한 영향
동티모르의 ASEAN 가입 노력은 지역 사회와의 결속 및 기여, 통합에 대한 열망을 보여준다. 동티모르를 받아들임으로써 ASEAN은 협력 메커니즘으로서의 역할을 증진하고, 동티모르의 통합 및 개발 과정이 더욱 활발하게 진행되도록 도울 것이다.
회원 자격은 동티모르가 "공통 관심사의 글로벌 문제에서 보다 조율되고 긴밀하게 연결된 ASEAN"을 목표로 하는 10개 회원국 조직에 가입함으로써 국제 무대에서 더 강력하고 중요한 존재감을 가질 수 있도록 할 것이다. 따라서 동티모르는 ASEAN의 보호를 받고 그로부터 혜택을 받을 것이다. 한편, 동티모르를 받아들일 때 ASEAN의 이점에 대한 흥미로운 논쟁이 있었다. 일반적으로 사람들은 동티모르의 이 지역 조직에 대한 책임과 의무에 대해 생각하는 경향이 있다. 그러나 그러한 관점은 지역 ASEAN 통합 프로젝트에서 동티모르의 잠재적인 기여를 간과한다. 동티모르를 인정하고 지지하지 않으면 동티모르가 지리적, 역사적, 문화적으로 동남아시아 지역의 일부이기 때문에 ASEAN이 "안방" 내의 문제를 해결할 능력이 없음을 보여줄 수 있다. 전략 및 안보 관점에서, 동티모르를 ASEAN 가족 밖에 두는 것은 현명하지 못하다고 볼 수 있다. 동티모르의 표준과 개발 궤도가 ASEAN에 반하는 경우 지역 안보와 평화를 위협할 정도로 너무 위험할 것이다.
지역 외부 국가로부터 동티모르에 대한 어떠한 제안도 ASEAN에 우려를 야기할 것이다. 수도 딜리의 일부 정부 건물, 예를 들어 대통령 궁과 동티모르 외교협력부는 중화인민공화국이 건설하거나 개조하고 자금을 지원했다. 동티모르를 인정하지 않는 것은 21세기 아시아 태평양 지역 구조에서 ASEAN의 중심 역할에 영향을 미친다. 부상하는 중화인민공화국, 인도, 그리고 이 지역에 대한 미국의 더 큰 관심에 직면하면서 ASEAN은 이 지역에서 그 역할을 잃을 여유가 없다.

## 같이 보기
- 동남아시아 국가 연합의 확대
- 파푸아뉴기니의 동남아시아 국가 연합 가입
- 스리랑카의 동남아시아 국가 연합 가입

## 추가 자료
- Conley Tyler, Melissa; Novak, Parker (2023년 5월 17일). “Supporting Timor-Leste's ASEAN Membership Should Be a Priority for Its Friends”. 《The Diplomat》. 2023년 5월 18일에 확인함.
- Foreman, Hanna (2021년 1월 6일). 《Timor-Leste's ASEAN Membership Prospects in a Time of Geopolitical Ambiguity》. 《Asia Pacific Bulletin》 (동서센터). JSTOR resrep28878. 2025년 1월 31일에 확인함.
- Galimberti, Simone (2022년 5월 8일). “Joining Asean or not should not matter to Timor-Leste”. 《The Star (Malaysia)》 (영어). 2022년 5월 9일에 확인함.
- Ramos-Horta, José (2011년 5월 16일). “Why Timor-Leste should join ASEAN now”. 《East Asia Forum》. 2022년 1월 21일에 확인함.
- Ortuoste, Maria (2019년 9월 28일). “Timor-Leste's ASEAN membership limbo”. 《East Asia Forum》 (영어). 2022년 1월 20일에 확인함.